# Banco Rugby Club
Banco Rugby Club es un club deportivo de la ciudad de Guaymallén, Mendoza, Argentina. Es miembro de la Unión de Rugby de Cuyo y su equipo compite en el Regional del Oeste.

## Historia
Banco Rugby Club se fundó el 14 de octubre de 1996, siendo uno de los clubes más jóvenes de la provincia.
Banco es participante habitual del Torneo Regional del Oeste, donde participan clubes de la Unión de Rugby de Cuyo, Unión Sanjuanina de Rugby y Unión de Rugby San Luis, aunque nunca pudo coronarse campeón. El club también ha participado en Torneos del Interior, en sus distintas categorías.
Los colores del club son el celeste y el blanco.

## Instalaciones
Su recinto deportivo se encuentra en Buena Nueva.